# كولن غراهام
كولن غراهام (7 يونيو 1929 في نيوزيلندا - ) (بالإنجليزية: Colin Graham)‏ هو لاعب كريكت نيوزلندي.

## وصلات خارجية
- كولن غراهام على موقع إي آس بي آن كريك إنفو (الإنجليزية)